# Лисковское сельское поселение
Лиско́вское се́льское поселе́ние (карел. Liskovan kyläkunda) — муниципальное образование в составе Кесовогорского района Тверской области. На территории поселения находятся 22 населенных пункта.
Центр поселения — деревня Лисково.

## Географические данные
- Общая площадь: 160,2 км²
- Нахождение: западная часть Кесовогорского района
  - Граничит:
    - на севере — с Сонковским районом, Беляницкое СП и Григорковское СП
    - на востоке — с Кесовским СП
    - на юге — со Стрелихинским СП
    - на западе — с Бежецким районом, Сукроменское СП.

На территории поселения истоки рек Кашинка и Корожечна.

Поселение пересекает автодорога «Бежецк—Кесова Гора—Кашин»

## История
Образовано в 2005 году, включило в себя территорию Лисковского и части Горкоширятского и Стрелихинского сельских округов.

## Население
| 2005 | 2010 | 2011 | 2012 | 2013 | 2014 | 2015 |
| ---- | ---- | ---- | ---- | ---- | ---- | ---- |
| 776  | ↗813 | ↗817 | ↗867 | ↘838 | ↘802 | ↘782 |
| 2016 | 2017 | 2018 | 2019 | 2020 | 2021 |      |
| ↘747 | ↘720 | ↘681 | ↘656 | ↘646 | ↘472 |      |

На 2008 год — 672 человека.
Национальный состав: русские и тверские карелы.

## Населенные пункты
На территории поселения находятся следующие населённые пункты:
| №  | Тип нп | Название           | Население (2008 год) |
| -- | ------ | ------------------ | -------------------- |
| 1  | дер.   | Аннино             | 0                    |
| 2  | дер.   | Апалиха            | 0                    |
| 3  | село   | Байково            | 27                   |
| 4  | дер.   | Вязовец            | 6                    |
| 5  | дер.   | Глинники           | 2                    |
| 6  | дер.   | Далёки             | 12                   |
| 7  | дер.   | Квашонка           | 0                    |
| 8  | дер.   | Лазарьково         | 13                   |
| 9  | дер.   | Лисково            | 428                  |
| 10 | дер.   | Мартыница          | 15                   |
| 11 | дер.   | Радухово           | 11                   |
| 12 | дер.   | Филино             | 2                    |
| 13 | дер.   | Гребни             | 52                   |
| 14 | дер.   | Доншаково          | 5                    |
| 15 | село   | Коровкино          | 18                   |
| 16 | дер.   | Максимово          | 14                   |
| 17 | дер.   | Максимовская Горка | 22                   |
| 18 | дер.   | Матвеица           | 0                    |
| 19 | дер.   | Мяколово           | 0                    |
| 20 | дер.   | Ноздрино           | 0                    |
| 21 | дер.   | Пузырево           | 0                    |
| 22 | дер.   | Смутиха            | 45                   |

## История
В XII—XIV вв. территория поселения относилась к Бежецкому Верху Новгородской земли. В XIV веке присоединена к Великому княжеству Московскому и стала относится к Мещерскому стану Бежецкго Верха.

С образованием губерний территория поселения входит Углицкую провинцию Санкт-Петербургской, затем (с 1727 года) в Московской губернии. С образованием в 1796 году Тверской губернии территория поселения вошла в Бежецкий уезд.

В 1929 году Тверская губерния ликвидирована и территория поселения вошла во вновь образованный Кесовский (Кесовогорский) район Московской области. С 1935 по 1990 год территория поселения относится к Кесовогорскому району Калининской области (кроме 1962—1965 годов, когда территория входила в Кашинский район). С 1990 — в Тверской области, Кесовогорский район.
В XIX — начале XX века большинство деревень поселения относились к Радуховской волости Бежецкого уезда.

## Известные люди
В деревне Гребени родился Герой Советского Союза Василий Александрович Емельянов.

## Достопримечательности
Усадьба и парк «Байково».